# 奧斯卡·雷丁
奧斯卡·雷丁（德語：Oskar Rieding；1840年—1914年），又译里丁格，19世紀德國作曲家及小提琴家。由於他長時期居住於匈牙利，令他的音樂亦流露不少當地音樂的元素。

## 生平
雷丁出生於施特汀（現今的波蘭什切青），他先後入讀於柏林音樂藝術學院及萊比錫音樂學院。1860年代後期移居維也納，1871年，出生於匈牙利的德國指揮家漢斯·里希特邀請雷丁擔任布達佩斯國家歌劇院的樂團首席，他在那裏前後擔任了共32年之久。1904年退休，並且移居至采列，1918年於當地去世。

## 作品
雷丁創作了多首小提琴協奏曲及小協奏曲，另外還有一些短篇樂曲，皆以小提琴為主。其內容大都是配合教學需要，不需運用太多演奏技巧，因此對初學者或業餘演奏者非常合適，職業演奏者選奏的例子則相對較少。
由中國音樂家協會所製定的中國小提琴演奏（業餘）考級試中，雷丁多首作品皆列入不同級別的演奏曲目。
協奏曲
- D大調協奏曲，作品5
- e小調協奏曲，作品7
- G大調協奏曲，作品34
- b小調協奏曲，作品35，最為人所熟識的作品。
- D大調協奏曲，作品36
- 具匈牙利風格的小協奏曲，作品21
- G大調小協奏曲，作品24
- D大調小協奏曲，作品25

小品
- 《布達佩斯的派對》，作品3
- 《蜻蜓之舞》，作品20
- 四首簡易演奏樂曲，作品22
- 四首簡易演奏樂曲，作品23
- 《夢中的畫像》，作品27
- 《聖西西里》，作品29
- 《嘉年華的場景》，作品33
- 《溫柔》，作品37
- 《告解》，作品38
- 《離別》，作品40
- 進行曲，作品44

## 外部連結
- 德國國立圖書館內的雷丁作品收藏作品列表
- 奧斯卡·雷丁的免费乐谱，由国际乐谱典藏计划提供
- 互联网档案馆中奧斯卡·雷丁的作品或与之相关的作品